# Бланшар Бетюн, Луиза
Луиза Бланшар Бетюн (англ. Louise Blanchard Bethune, урождённая Дженни Луиза Бланшар, Jennie Louise Blanchard; 21 июля 1856[…], Сенека, Нью-Йорк или Уотерлу, Нью-Йорк — 18 декабря 1913, Буффало, Нью-Йорк) — первая известная профессиональная женщина-архитектор в США.

## Биография
Дженни Луиза Бланшар родилась 21 июля 1856 года в городе Уотерлу в округе Сенека в штате Нью-Йорк.
Когда она была ребёнком, семья Бланшар переехала в город Буффало в штате Нью-Йорк.
В 1874 году окончила среднюю школу в центре Буффало.
Умерла 18 декабря 1913 года в возрасте 57 лет.

## Карьера
После окончания школы два года готовилась к поступлению на недавно открывшуюся архитектурную программу в Корнеллском университете.
В 1876 году поступила в ученичество к архитектору Ричарду Уэйту, члену Американского института архитекторов. Одновременно в том же году поступила в ученичество к архитектору Ф. В. Колкинсу.

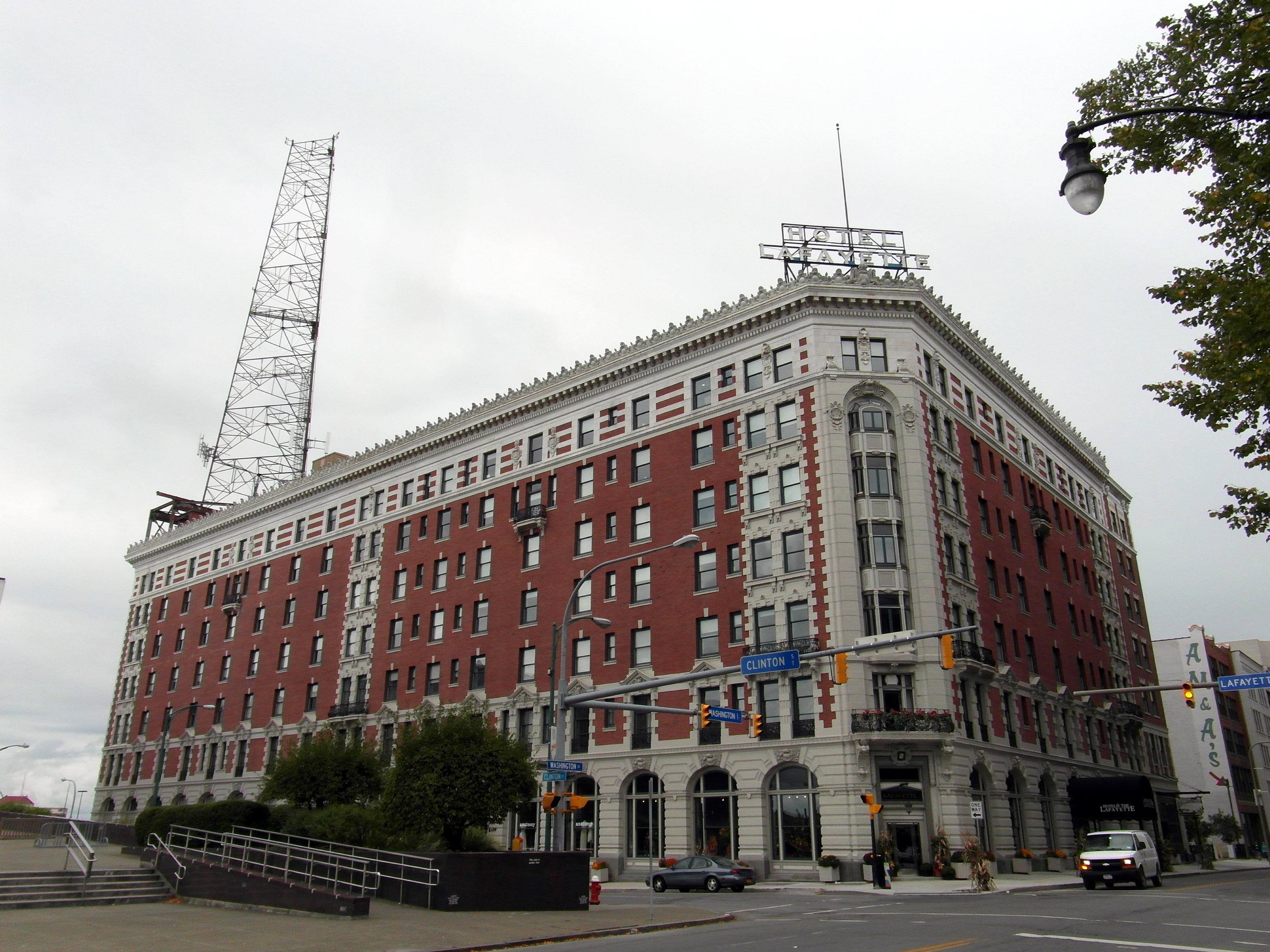
Отель Lafayette в городе Буффало

В октябре 1881 года открыла собственную архитектурную практику. Её партнёром стал канадский архитектор Роберт Бетюн (Robert A. Bethune), за которого Луиза вскоре вышла замуж. В 1891 году третьим партнёром стал Уильям Фукс (William Fuchs). Фирма стала называться Bethune, Bethune & Fuchs. Фирма работала преимущественно в Буффало. Самый известный проект фирмы — отель Lafayette в стиле французского Возрождения.
Первой из женщин в 1885 году принята в профессиональное объединение архитекторов — Western Association of Architects (WAA), основанное в 1884 году, в 1888 году — в Американский институт архитекторов (AIA), в 1889 году произошло слияние WAA и AIA и Луиза первой из женщин стала избираемым членом AIA (FAIA).
В 1906 году Луиза спроектировала и построила для себя, Роберта и сына Чарльза дом на две семьи по адресу Тонаванда-стрит, 904 в Буффало.
Бетюн вышла на пенсию в 1908 году.

## Велосипедный спорт
Луиза стала со дня основания 3 июля 1888 года членом Buffalo Women's Wheel and Athletic Club — второго женского велосипедного клуба, основанного в США. За 150 долларов она приобрела первый женский велосипед, проданный в Буффало. Клуб распался в 1897 году.

## Личная жизнь
В 1881 году вышла замуж за Роберта Бетюна. 24 апреля 1883 года у них родился сын, Чарльз Уильям Бетюн (Charles William Bethune; 1883–1952).

## Память

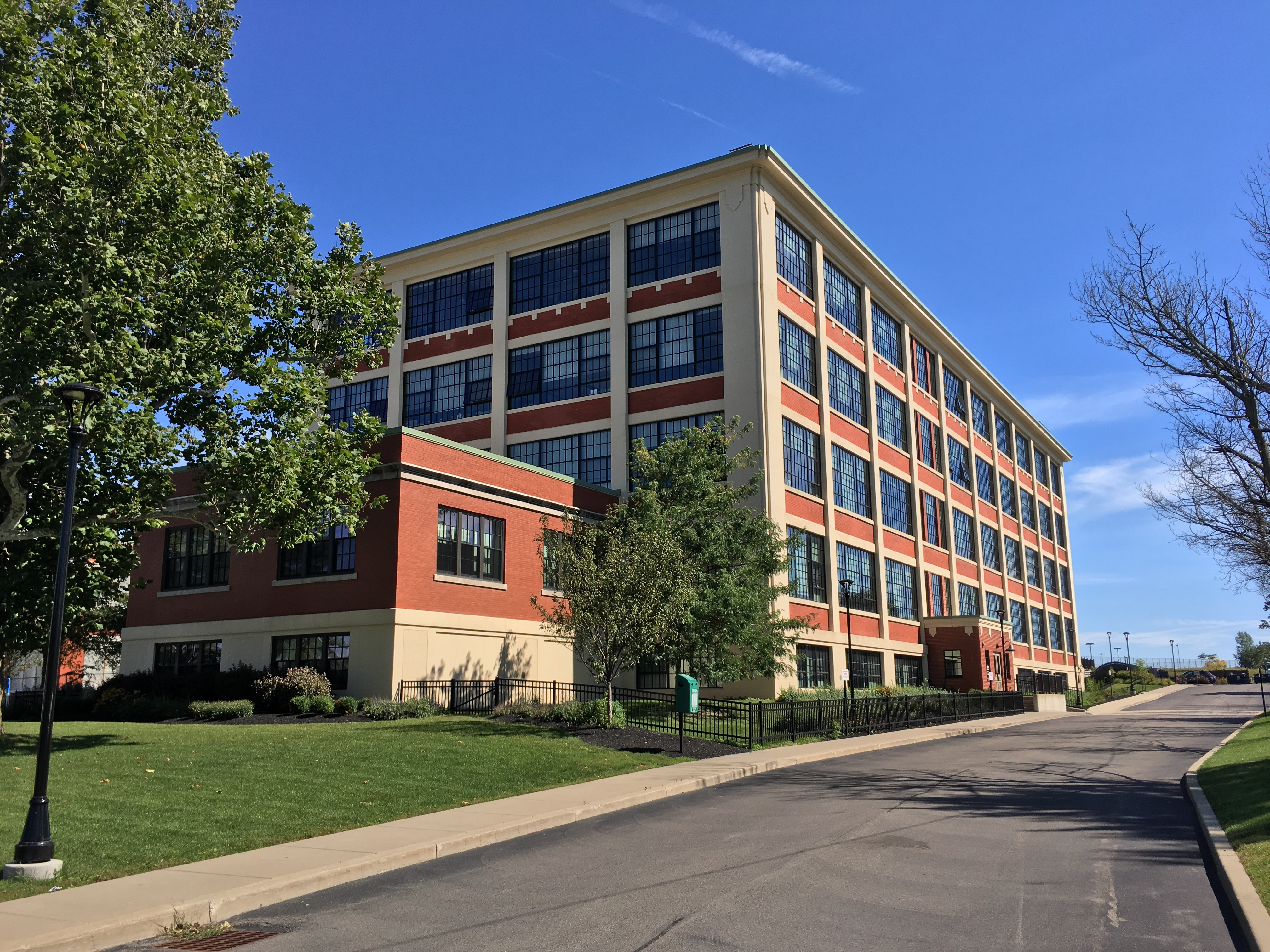
Бетюн-лофтс в городе Буффало

Университет Буффало переименовал здание бывшей Buffalo Meter Company на Мэйн-стрит, приобретённое 27 мая 1971 года, в Бетюн-холл (Louise Blanchard Bethune Hall). Здание использовалось университетом с 1973 года. Затем здание было переоборудовано в квартиры и получило название Бетюн-лофтс (Bethune Lofts).
Архитектор Келли Хейс Макалони (Kelly Hayes McAlonie), директор по планированию кампуса в Университете Буффало написала книгу Louise Blanchard Bethune: Every Woman Her Own Architect (2023).